# فرقة بانزر الثالثة عشر
فرقة بانزر الثالثة عشر ( (بالإنجليزية: 13th Tank Division)‏ كان) فرقة مدرعة في الجيش الألماني، الفيرماخت، خلال الحرب العالمية الثانية، التي أنشئت في عام 1940.
تشكلت الفرقة في الأصل كقوة مشاة في عام 1934. في عام 1937، تم تزويدها بمحركات وتغيير إسمها فرقة المشاة الآلية الثالثة عشر التي شاركت في الحملات ضد بولندا (1939) وأوروبا الغربية (1940). في أعقاب سقوط فرنسا في يونيو 1940، تمت إعادة تنظيم الفرقة لتصبح فرقة بانزر الثالثة عشر. شاركت في عملية بارباروسا (غزو الاتحاد السوفياتي) في عام 1941 والتقدم في القوقاز في عام 1942. تكبدت خسائر فادحة في تراجع عامي 1943 و1944. تم تجديدها جزئيًا في المجر، حيث تم تطويقها وتدميرها بواسطة قوات الحلفاء في شتاء 1944-1945. تم غعادة تشكيليها باسم Panzer Corps Feldherrnhalle في ربيع عام 1945 واستسلمت في مايو 1945.
خلال غزو بولندا، ارتكبت قوات الفرقة جرائم حرب، بما في ذلك أعمال القتل الانتقامية، باستخدام المدنيين كدروع بشرية وتدمير البنية الطبية.

## القادة
قادة الفرقة: </br> 13. المدفعية-قسم
13. قسم-بانزر

## التنظيم
- بانزر فوج 4
- بانزر-غرينادير-فوج 66
- بانزر-غرينادي-فوج 93
- بانزر - المدفعية - فوج 13
- كتيبة فيلدرزاتز 13
- Panzer-Aufklärungs-Abteilung 13
- هيريس-فلاك-أرتيليري-أبتيلونج 271
- Panzerjäger-Abteilung 13
- بانزر-بايونير-كتيبة 4
- بانزر ناتشريختن-ابتيلونج 13
- بانزر-فيورجورغيوببن 13

## قائمة المراجع
- Mitcham، Samuel W. (2000). The Panzer Legions. Mechanicsburg: Stackpole Books. ISBN:978-0-8117-3353-3.
- Stoves، Rolf (1986). Die Gepanzerten und Motorisierten Deutschen Grossverbände 1935 – 1945 [The armoured and motorised German divisions and brigades 1935–45]. باد ناوهايم: Podzun-Pallas Verlag. ISBN:3-7909-0279-9.